# Dieter Baumann
Dieter Baumann (Blaustein, 9 de fevereiro de 1965) é um ex-atleta alemão, campeão olímpico dos 5.000m em Jogos Olímpicos de Barcelona 92.
Nascido na então Alemanha Ocidental, Baumann foi um dos poucos atletas não-africanos capazes de desafiar a supremacia da África nas provas de longa e meia-distância nos anos 1990, participando e vencendo competições nos 1.500 e nos 5.000m rasos.

## Carreira
Após um segundo lugar no Campeonato Europeu de Atletismo Indoor em 1987, os analistas não acreditavam que Baumann tivesse chances de medalha nos Jogos de Seul 88. A prova dos 5.000m em Seul foi dominada pelo queniano John Ngugi, que venceu com grande diferença para o resto dos competidores. Entretanto, a velocidade mostrada por Baumann em provas mais curtas como os 1.500m fez com que ele conseguisse a medalha de prata numa arrancada final na última volta da prova.
Com problemas no tendão ele não participou das duas temporadas seguintes, voltando em 1991 no Campeonato Mundial de Atletismo, realizado em Tóquio, conseguindo um quarto lugar nos 5.000m. No fim da temporada, em que ele derrotou o campeão mundial Yobes Ondieki – primeiro homem no mundo a correr os 10.000m abaixo de 27 min – nos 3.000 m no Grand Prix de Colônia, Baumann viu crescerem suas chances de conseguir um medalha em Barcelona.
No começo de 1992 ele perdeu por décimos de segundos a oportunidade de quebrar o recorde mundial indoor dos 3.000m, mas em junho, pouco antes dos Jogos, quebrou o recorde alemão para os 5.000m em Sevilha, durante a preparação para as Olimpíadas.

## Barcelona 92
A final da prova dos 5.000m em Barcelona 92 é lembrada como a corrida de um alemão branco contra um grupo de africanos negros. A prova decorreu num ritmo lento, o que favorecia a capacidade de arrancada final de Baumann. Na última volta, era ele contra seis africanos no primeiro grupo de corredores. Entretanto, na reta oposta da última volta Baumann se encontrava preso junto a linha do campo cercado numa caixa humana formada por quatro africanos que bloqueavam sua passagem e só conseguiu sair para dentro da pista na metade da reta final. Livre, Baumann começou um pique devastador, passando cada um dos africanos à sua frente, marroquinos e quenianos, para conquistar praticamente em cima da linha a medalha de ouro dos 5.000m, a primeira de um atleta europeu desde 1980 (foto da chegada). Até 2008, Dieter Baumann é o único atleta não-africano a vencer os 5000 metros nos Jogos Olímpicos desde 1980.
Campeão europeu dos 5.000m no ano seguinte, Baumann participou do Campeonato Mundial de Atletismo de Gotemburgo em 1995 sem conseguir uma participação especial, mas logo depois do campeonato viria a conquistar um dos melhores resultados de sua carreira no Grand Prix de Zurique, quebrando novamente o recorde alemão com 13:01 para os 5.000m, uma das melhores marcas do mundo na época, e chegando atrás apenas do fabuloso “Imperador” etíope, Haile Gebrselassie.
Nos Jogos de 1996 em Atlanta, Baumann não estava no auge da forma e não tinha condições de superar o desafio dos campeões africanos, mas mesmo assim conquistou um quarto lugar na final dos 5.000m. Nos anos seguintes ele ainda seria capaz de realizar mais uma proeza, ao se tornar o primeiro corredor europeu a correr os 5.000m rasos abaixo dos 13 m, ao vencer o Grand Prix de Zurique em 12m54s70, em 1997.

## Doping
Baumann testou positivo para o anabolizante androlona – num episódio pouco esclarecido, ao que consta a androlona foi encontrada como componente da pasta de dente de Baumann que a teria ingerido involuntariamente - durante a temporada de 1999 e, suspenso por dois anos pela IAAF que não aceitou a alegação, foi obrigado a ficar de fora dos Jogos Olímpicos de Sydney em 2000.
Baumann ainda voltaria às competições em 2002, conquistando a medalha de prata nos 10.000 do Campeonato europeu em Munique, abandonando as corridas no ano seguinte.